# Potentilla rubricaulis
Potentilla rubricaulis är en rosväxtart som beskrevs av Johann Georg Christian Lehmann. Potentilla rubricaulis ingår i Fingerörtssläktet som ingår i familjen rosväxter. Inga underarter finns listade i Catalogue of Life.